# Nationalistische regering (China)
De nationalistische regering, officieel de Nationale Regering van de Republiek China, ook wel bekend als Tweede Republiek China, verwijst naar de regering van de Republiek China tussen 1 juli 1925 en 20 mei 1948 onder leiding van de politieke partij Kwomintang (KMT), letterlijk de Nationalistische Partij of Volkspartij.
Nadat Chiang Kai-shek de laatste 'krijgsheren' had verslagen, brak er in de republiek China een nieuwe periode aan: de zogeheten Kwomintang-periode, vernoemd naar de partij. De Kwomintang wordt ook wel de Guomindang (GMD) genoemd. De hoofdstad werd verplaatst naar Nanjing en de vlag werd veranderd. China wordt tussen 1928 en 1949, het jaar van het noodgedwongen vertrek van de regering van de Republiek China naar Taiwan, dan ook wel aangeduid als Nationalistisch China of Kwomintang-China.

## Geschiedenis van Kwomintang-partij
De KMT kwam in 1911 voort uit de Revolutionaire Liga van dr. Sun Yat-sen, de bekende Chinese revolutionair. De KMT was gebaseerd op democratie, (niet-marxistisch) socialisme en republicanisme. Toen Sun in 1912 de eerste president van de Chinese Republiek werd, werd de KMT, tot dan toe een voorhoedebeweging, omgezet in een echte politieke partij. Sun werd echter spoedig als president vervangen door Yuan Shikai, die de KMT verbood. Sun trad hierna als voorzitter van de partij af en trok zich aanvankelijk terug, maar na de dood van Yuan in 1916 werd hij weer politiek actief. Met Sovjetsteun wisten de legers van de KMT de plaatselijke krijgsheren in Zuid-China te verdrijven en de republiek aldaar te herstellen. Vanaf het begin van de jaren twintig maakten ook de communisten deel uit van de KMT. De reden hiervoor was dat de Sovjet-Unie alleen steun zou verlenen aan de KMT, wanneer zij communisten in haar partij zou opnemen. Na de dood van Sun in 1925 groeide de ster van generalissimo Chiang Kai-shek, die in 1927 partijleider van de KMT werd. In datzelfde jaar verbrak hij de contacten met de Sovjets en begonnen de nationalistische legers een heksenjacht tegen de communisten van Mao Zedong om ze eens en voor altijd uit te schakelen, maar de communisten wisten met ongeveer 20.000 man uit te breken en te vluchten door het binnenland naar het noorden. Deze gebeurtenis staat ook bekend als de Lange Mars.

## Geschiedenis van Kwomintang-China

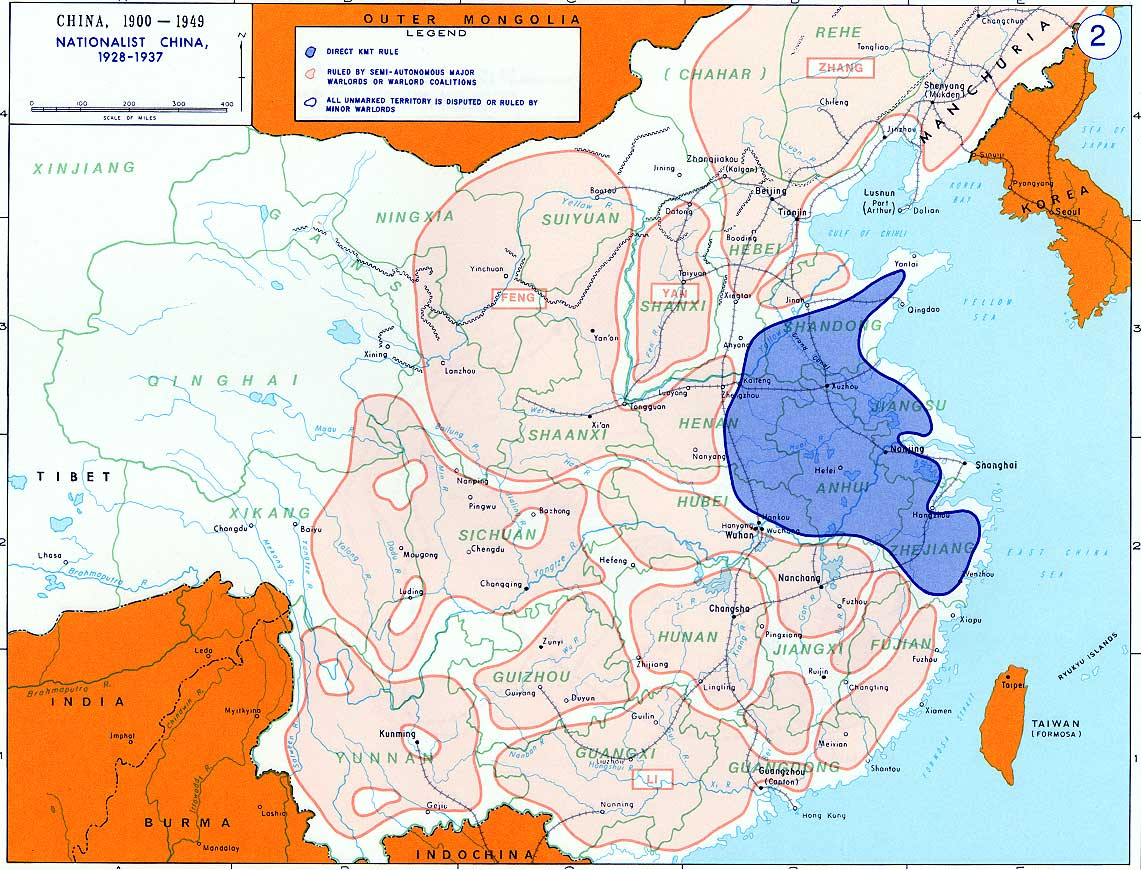
Krijgsherengebieden (1928-1937), gebied rechtstreeks vallend onder bestuur van de Kwomintang in blauw

In 1928 had Chiang Kai-shek eindelijk alle krijgsheren verslagen en dus de burgeroorlog beëindigd. Nu had hij ook namens de KMT de macht in China in handen. Hij veranderde toen veel 'dingen'. Zo werd de vlag veranderd en werd de hoofdstad verplaatst naar Nanjing. 
In 1931 werd president Chiang Kai-shek opgevolgd door Lin Sen. In datzelfde jaar viel het Japanse Keizerrijk de Chinese provincie Mantsjoerije binnen en begon in feite de Tweede Chinees-Japanse Oorlog. Nog geen jaar later verklaart Japan het door hen bezette gebied ook nog onafhankelijk onder de naam Mantsjoekwo. Ondertussen blijft de strijd tussen de KMT en de communisten van Mao Zedong ook nog doorgaan. De situatie blijkt onhoudbaar als in 1936 Japan erin slaagt grote gebieden in Oost-China te veroveren. In 1937 werd de Chinese Regering zelfs gedwongen uit Nanjing te vertrekken. Die stad behoorde toen namelijk tot de door Japan bezette gebieden. De nieuwe hoofdstad werd Chongqing. Japan verklaarde ook de veroverde gebieden in Oost-China onafhankelijk onder de naam Japans-China.
De communisten en de KMT zagen nu in dat ze samen moesten werken in het Tweede Verenigde Front. Er was echter een verschil, de KMT-soldaten liepen de kantjes ervan af en de communisten zagen hun leger als een propagandaleger, wat de communisten veel populariteit opleverde.
Na de Tweede Wereldoorlog kreeg China de door Japan veroverde gebieden weer terug. Ook de hoofdstad werd weer naar Nanjing verplaatst. Hoewel de Chinese KMT-regering, die sinds 1943 weer onder leiding van Chiang Kai-Shek stond, door het buitenland erkend werd (zo werd Nationalistisch China permanent lid van de Verenigde Naties), had zij in feite geen macht meer in China zelf. Er was namelijk weer een burgeroorlog uitgebroken tussen de Nationalisten van de KMT en de Communisten van Mao Zedong. In 1949 wonnen de communisten en werd de Volksrepubliek China door Mao Zedong gesticht. De Nationalistische KMT-regering moest toen gedwongen wegtrekken naar het eiland Formosa, later Taiwan, dat nog niet in communistische handen was gevallen. Daar bleef de nationalistische Republiek China verder voort bestaan en had de KMT-regering alle macht. In 1971 werd haar de zetel in de Verenigde Naties ontnomen; deze werd toegewezen aan de Volksrepubliek.
Tsjang werd na zijn dood opgevolgd door zijn zoon, die echter een minder charismatische uitstraling had dan zijn vader. Pas begin jaren negentig werd de eenpartijstaat opgeheven en werd de Republiek China, en dus ook Taiwan, een democratie.